# U-156 (1941)
U-156 (нім. U 156 (Kriegsmarine) — німецький великий океанський підводний човен класу підводних човнів типу Typ IX C військово-морських сил Третього Рейху.

## Історія
Компанія AG Weser в Бремені отримала контракт на будівництво підводного човна U-156 25-го вересня 1939 року, який було закладено - 11 жовтня 1940 року і спущено на воду - 21 травня 1941 року. 
4-го вересня капітан-лейтенант Вернер Гартештайн прийняв судно під своє командування. На башті було зображенно дві емблеми: герб міста-спонсора Плауен та знак 2-ї підводної флотилії. 
12 вересня 1942 року U-156 підбив і затопив RMS Laconia. 
Загинув U-156 8-го березня 1943 року на сході від Барбадосу, він був атакований з літака Consolidated PBY (Lt. E. Dryden) з ескадрильї VP-53 Військово-морських сил США. Весь екіпаж підводного човна, у складі 53 чоловік, загинув.

## Згадки у массовій культурі
- Загибель Лаконіі (фільм)